# Cryptoerithus hasenpuschi
Cryptoerithus hasenpuschi är en spindelart som beskrevs av Norman I. Platnick och Baehr 2006. Cryptoerithus hasenpuschi ingår i släktet Cryptoerithus och familjen Prodidomidae.
Artens utbredningsområde är Queensland. Inga underarter finns listade i Catalogue of Life.